# Badacsony
Badacsony (prononcé en hongrois : [ˈbɒdɒt͡ʃoɲ]) désigne une région de Hongrie proche du lac Balaton, aux alentours du petit mont d'origine volcanique du même nom qui culmine à 437 mètres d'altitude. La région est célèbre pour ses activités viticoles et son développement touristique.

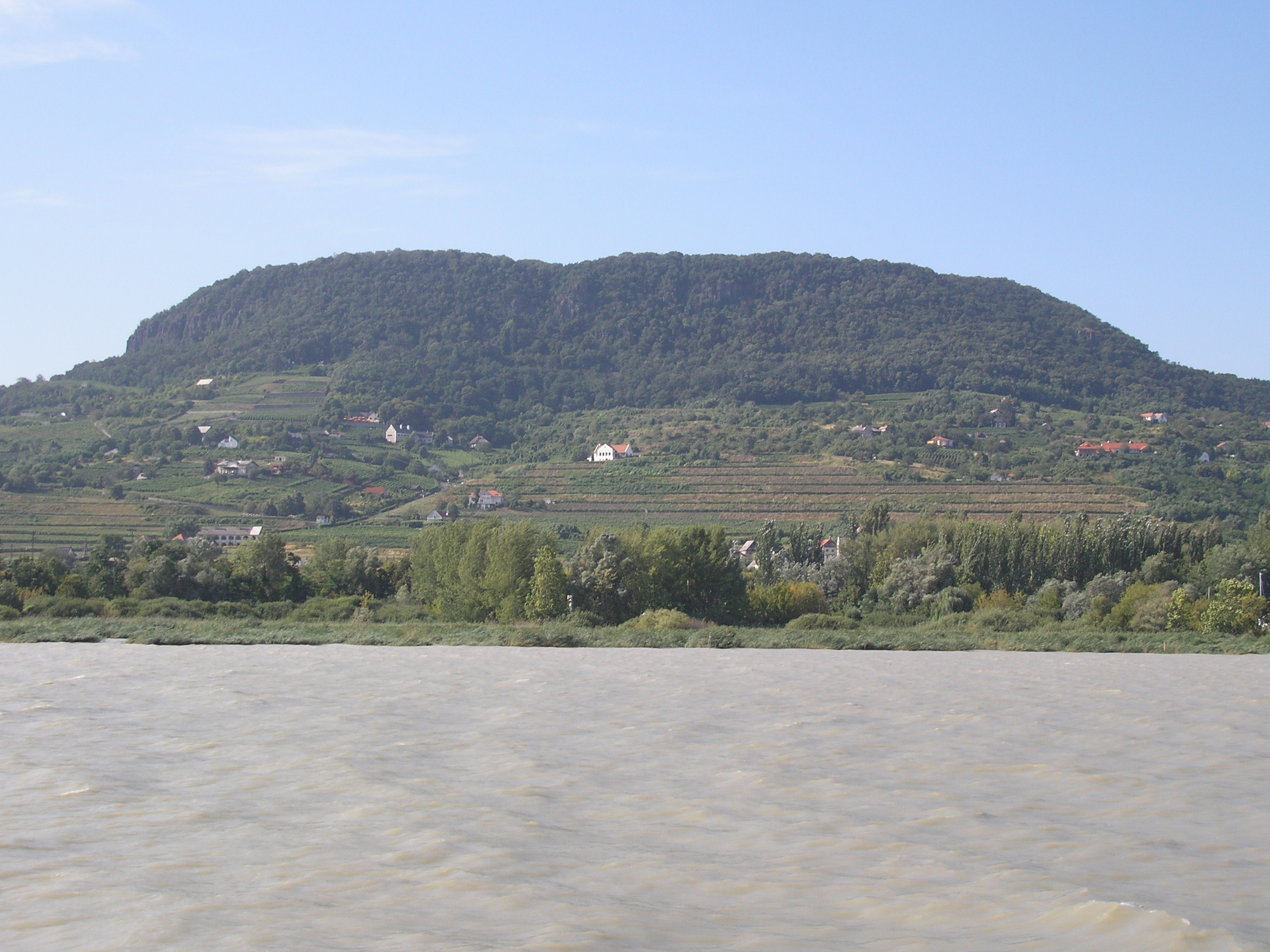
Le mont et les vignobles vus depuis le Balaton.
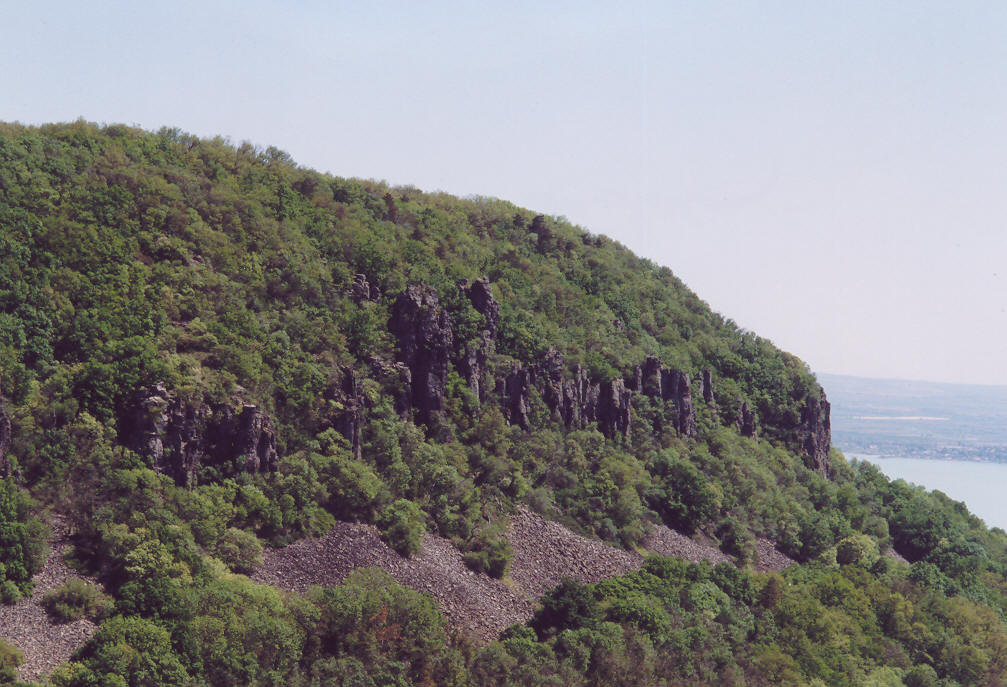
Le bord du plateau sommital du mont.